# Шавиг
„Шавиг“ (на български: Пътека) е полумесечно списание за литература, наука и обществен живот.
Списанието е на арменски език. Издава се във Варна от 15 март 1900 г. до 1 януари 1901 г. Издател е д-р X. С. Папазян, отговорен редактор е Н. Драгулев, редактор е Йервант Сърмакешханлян. Печата се в печатница „Ориентал“. То е с научнопопулярен и литературен характер.